# ادوارد شا (بازیکن فوتبال)
ادوارد شا (انگلیسی: Edward Shaw؛ زادهٔ ۱۸۶۴) یک بازیکن فوتبال اهل بریتانیا است.
وی همچنین در تیم ملی فوتبال ولز بازی کرده است.